# Centre européen pour les langues vivantes
 (août 2016).
Si vous disposez d'ouvrages ou d'articles de référence ou si vous connaissez des sites web de qualité traitant du thème abordé ici, merci de compléter l'article en donnant les références utiles à sa vérifiabilité et en les liant à la section « Notes et références ».
Le Centre européen pour les langues vivantes (CELV) a été fondé le 8 avril 1994 en tant qu'« Accord partiel élargi » du Conseil de l'Europe. L'accord partiel est « élargi », ce qui signifie que des États non membres du Conseil de l’Europe peuvent également adhérer au CELV. Le CELV relève du Département de l'éducation, qui fait partie de la Direction générale de la démocratie.
La Résolution (94) 10 a établi le CELV pour une phase pilote jusqu'en décembre 1997. Elle stipulait en outre qu'un groupe d'évaluation externe devait évaluer les performances du CELV pendant cette période. En s’appuyant sur les recommandations positives de cette évaluation, le Comité des Ministres du Conseil de l’Europe a adopté la Résolution (98) 11 en juillet 1998 pour en faire une institution permanente. Cette résolution énonce les buts et objectifs du CELV, définit ses structures et décrit la composition et les tâches de chaque organe.
Le CELV se situe dans le fil de la  Convention culturelle européenne, adoptée le 19 décembre 1954 à Paris (France). Cette Convention s'est fixé pour objectif de « développer la compréhension mutuelle entre les peuples d'Europe et l'appréciation réciproque de leurs diversités culturelles, de sauvegarder la culture européenne, de promouvoir les contributions nationales à l'héritage culturel commun de l'Europe et ce dans le respect des mêmes valeurs fondamentales en encourageant, notamment, l'étude des langues, de l'histoire et de la civilisation des Parties à la Convention ».

## Mission
Le CELV a pour mission d’encourager l’excellence et l’innovation dans l'éducation aux langues et de soutenir ses États membres dans la mise en œuvre de politiques éducatives linguistiques efficaces. Pour ce faire, le Centre coopère avec les décideurs nationaux et des experts en langues en vue de concevoir des solutions innovantes, étayées par la recherche et permettant de relever les défis actuels dans le domaine.

## Programme d'activités et projets du CELV
L’orientation des programmes est déterminée par les États membres et reflète les priorités nationales, les tendances émergentes et les nouveaux enjeux en matière d’éducation aux langues. Le programme, coordonné par le CELV, couvre une période de quatre ans. Il se compose :
- d'un volet « développement » qui vise à apporter des réponses aux enjeux identifiés ; et
- d'un volet « médiation », avec des activités de formation et de conseil sur mesure pour les États membres, ainsi que des initiatives destinées à un public élargi telles que la Journée européenne des langues, des conférences, des webinaires.

### Domaines thématiques du CELV
Les travaux et ressources du CELV se concentrent sur neuf piliers thématiques :
- les compétences des enseignants et des apprenants en langues,
- l'éducation plurilingue et interculturelle,
- l'apprentissage des langues dès le plus jeune âge,
- les langues de scolarisation,
- l'enseignement d'une matière intégré à une langue étrangère,
- les curricula et l'évaluation,
- l'éducation aux langues et l'insertion professionnelle des migrants,
- les nouveaux médias dans l'éducation aux langues,
- les langues des signes.

### Journée européenne des langues
À l'initiative du Conseil de l'Europe, la Journée européenne des langues est célébrée chaque année depuis 2001, le 26 septembre - en collaboration avec la Commission européenne.
Le CELV coordonne cette Journée en étroite collaboration avec les relais nationaux des 46 États membres du Conseil de l'Europe.

## Les réseaux du CELV

### Les États membres
Les organes officiels des 36 États membres du CELV sont :
- le Comité de direction du CELV est l'organe exécutif du Centre ;
- les Autorités nationales de nomination du CELV sont chargées de la nomination des experts nationaux aux activités du Centre ;
- les Points de contact nationaux du CELV contribuent à diffuser les réalisations issues des projets et les informations sur les travaux du Centre par le biais des réseaux nationaux ;
- l'Association autrichienne (Verein EFSZ in Österreich[7]) gère l'infrastructure du CELV à Graz (Autriche) et les relations entre le Centre et les autorités autrichiennes.

### Coopération avec la Commission européenne
Le partenariat entre le CELV et la Commission européenne permet d'offrir aux experts en langues dans les États membres du CELV et de l'Union européenne des opportunités de formation professionnelle.

### Coopération avec le Forum pour le réseau professionnel
Le CELV travaille en partenariat avec un grand nombre d’associations et d'institutions internationales non gouvernementales dans le domaine de l’éducation aux langues et de l'évaluation par le biais de son Forum pour le réseau professionnel qui permet d'échanger les expertises. Les membres du Forum sont :
- American Council on the Teaching of Foreign Languages (ACTFL),
- Association internationale de linguistique appliquée (AILA)[9],
- Association of Language Testers in Europe (ALTE)[10],
- Confédération européenne des centres de langues dans l'enseignement supérieur (CercleS)[11],
- European Association for Language Testing and Assessment (EALTA)[12],
- Evaluation and Accreditation of Quality Language Services (EAQUALS)[13] ,
- European Civil Society Platform for Multilingualism (ECSPM)[14],
- Éducation et Diversité Linguistique et Culturelle (EDiLiC)[15],
- Conseil européen pour les langues/European Language Council (CEL/ELC)[16],
- European Federation of National Institutions for Language (EFNIL)[17],
- European Parents' Association (EPA)[18],
- European Union National Institutes for Culture (EUNIC),
- Fédération internationale des professeurs de langues vivantes (FIPLV)[19],
- International Association of Multilingualism (IAM)[20],
- International Certificate Conference e.V. (ICC)[21],
- Institut des langues officielles et du bilinguisme (ILOB) de l'Université d'Ottawa.

#### L'institut des langues officielles et du bilinguisme (ILOB) de l'Université d'Ottawa
Depuis la signature d'un Protocole de coopération et de liaison le 22 janvier 2008, le CELV et l’Université d’Ottawa (par l’entremise de l’ILOB) coopèrent de près à assurer la diffusion du travail du CELV au Canada et à impliquer les experts canadiens dans ses activités et projets.
Il porte notamment sur des projets liés au Cadre européen commun de référence pour les langues (CECRL) du Conseil de l'Europe.

### Coopération avec le Réseau linguistique de Graz
Le Réseau linguistique  de Graz a été fondé en 2007 à l'initiative de l'Association autrichienne du Centre européen pour les langues vivantes. Il rassemble des organisations régionales et locales de premier plan dans le domaine de l'éducation et de la culture pour promouvoir le multilinguisme et la diversité linguistique dans le cadre d'initiatives communes, telles que le festival annuel des langues de Graz.